# Bosque

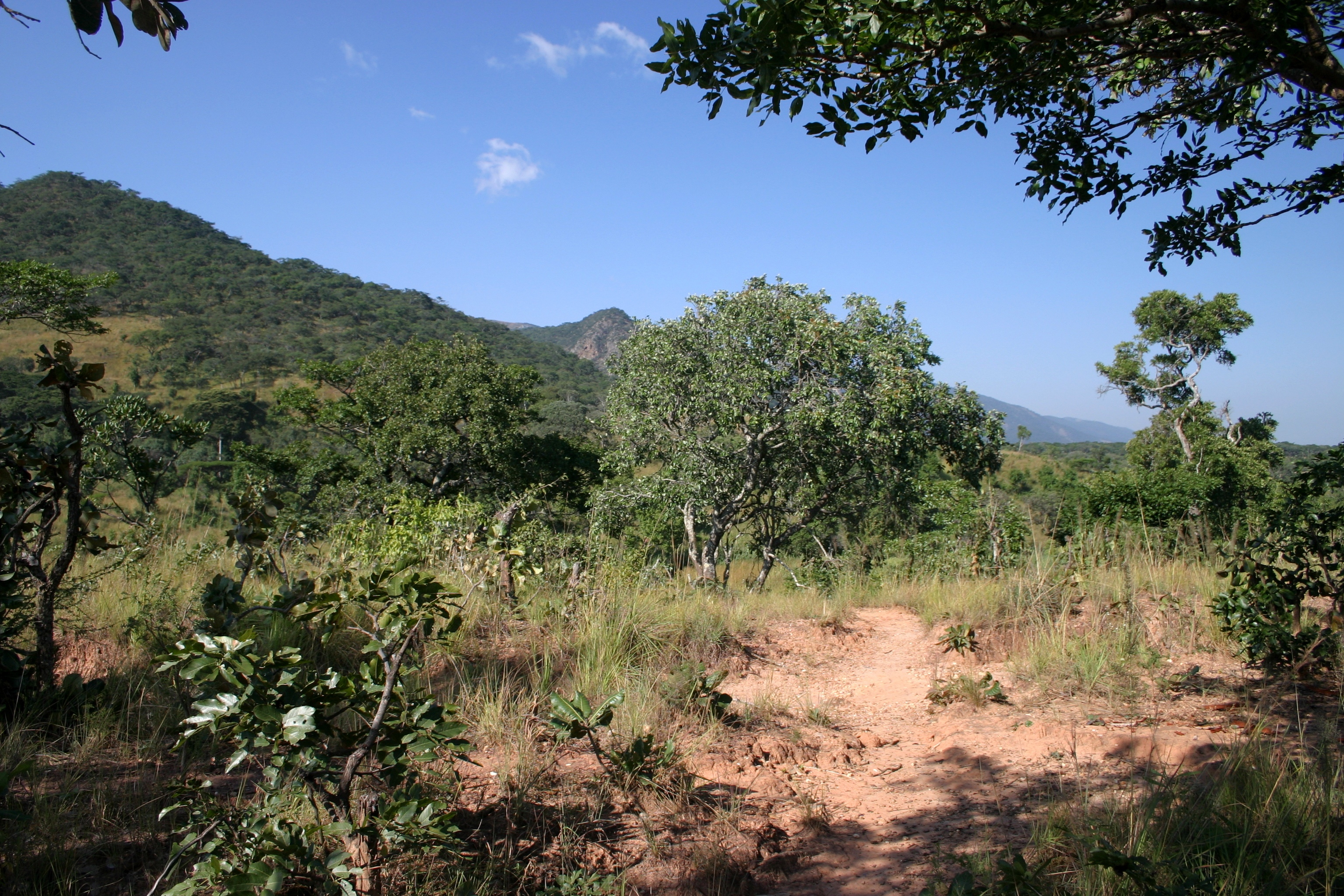
Floresta de Miombo no Malawi

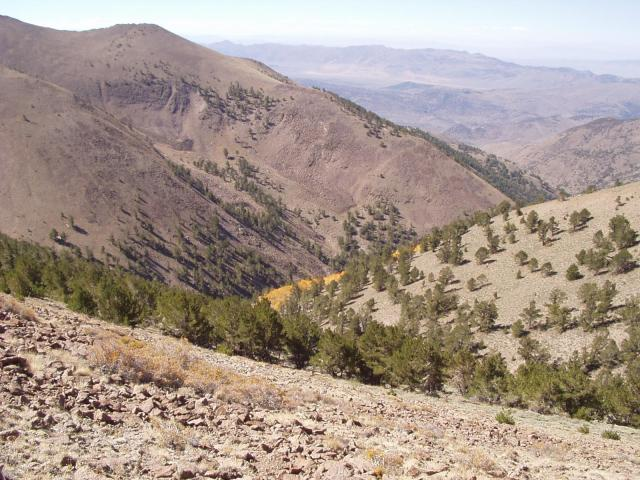
Floresta de pinheiros Limber na cordilheira Toiyabe, no centro de Nevada

Uma floresta aberta em North Lanarkshire, Escócia

Um bosque é uma formação florestal composta por árvores, arbustos e outras plantas lenhosas, caracterizada por uma densidade menor do que a de uma floresta. A principal diferença entre um bosque e uma floresta é que, nos bosques, as copas das árvores não formam uma cobertura contínua, resultando em árvores mais espaçadas. Em francês, esse tipo de formação é conhecido como Forêt claire, que pode ser traduzido como "floresta clara" ou "floresta esparsa".
De forma mais ampla, um bosque é uma área coberta por árvores e arbustos, formando habitats abertos com baixa densidade, permitindo a entrada de muita luz solar e oferecendo sombra limitada. Algumas savanas, como as florestas de savana, onde árvores e arbustos criam um dossel leve, também podem ser classificadas como bosques.

Bosques podem sustentar um sub-bosque de arbustos e plantas herbáceas, incluindo gramíneas. Eles podem fazer a transição para matagal em condições mais secas ou durante os estágios iniciais da sucessão ecológica primária ou secundária. Em áreas com maior densidade de árvores e um dossel fechado que oferece sombra quase contínua, o termo "floresta" é mais apropriado. Esforços extensivos de grupos conservacionistas têm sido direcionados para preservar tanto bosques quanto florestas, protegendo-os da urbanização e da expansão agrícola.

## Ligações externos
- Media relacionados com Bosque no Wikimedia Commons
- The UK Woodland Trust
- Woodland Bond Arquivado em 2013-08-06 no Wayback Machine